# Ehekirchen
Ehekirchen ist eine Gemeinde im oberbayerischen Landkreis Neuburg-Schrobenhausen.

## Geografie

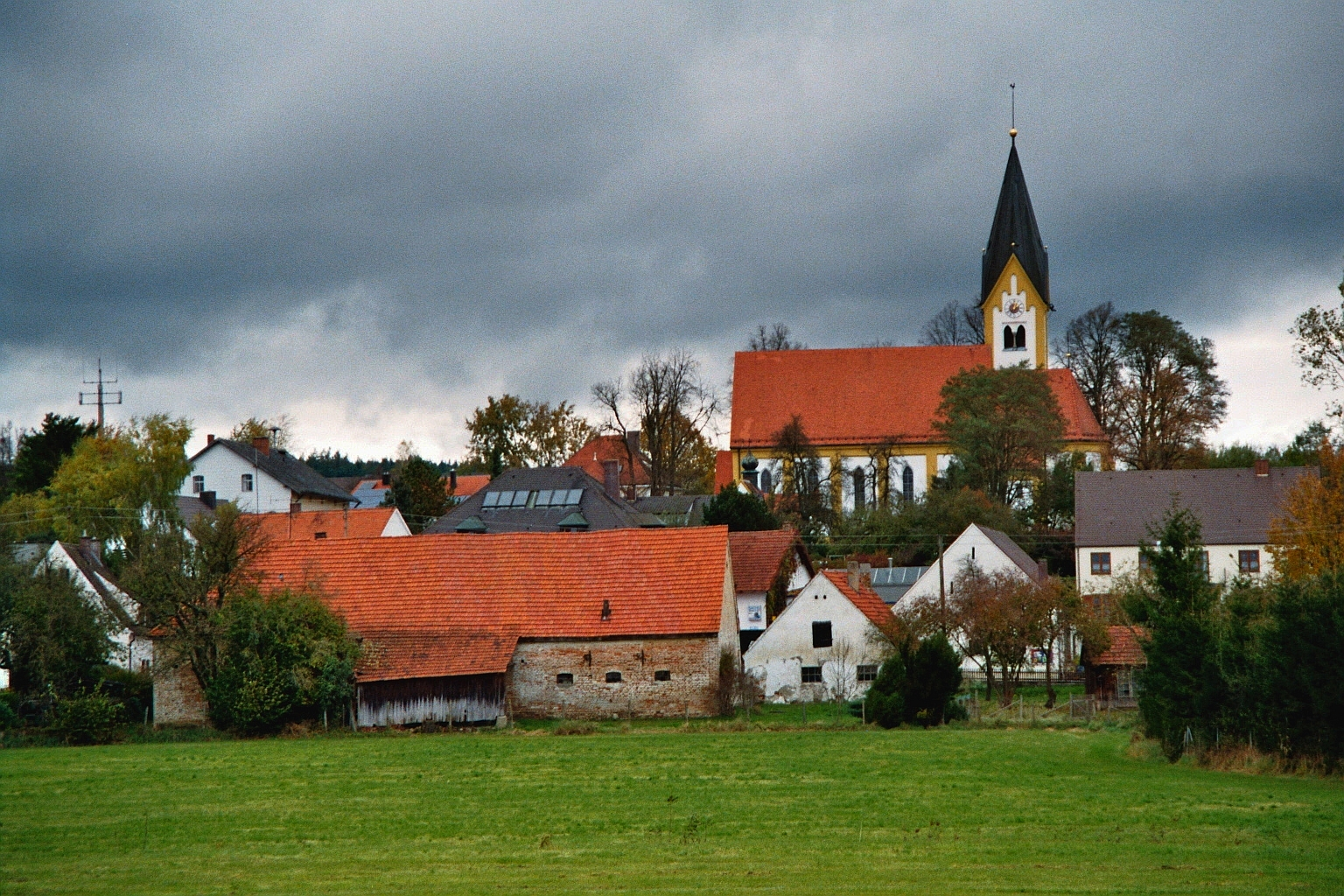
Blick auf den Ortskern von Ehekirchen mit der Pfarrkirche St. Stephan

### Lage
Der Ort Ehekirchen liegt in der Planungsregion Ingolstadt, 13 km südlich von Neuburg an der Donau an der Staatsstraße 2035 nach Augsburg.

### Gemeindegliederung
Es gibt 24 Gemeindeteile (in Klammern ist der Siedlungstyp angegeben):
- Ambach (Pfarrdorf)
- Anderhof (Einöde)
- Auhof (Einöde)
- Aumühle (Einöde)
- Bonsal (Pfarrdorf)
- Buch (Pfarrdorf)
- Dinkelshausen (Pfarrdorf)
- Ehekirchen (Pfarrdorf)
- Fernmittenhausen (Kirchdorf)
- Haselbach (Pfarrdorf)
- Heilig Geistmühle (Einöde)
- Hollenbach (Pfarrdorf)
- Holzkirchen (Pfarrdorf)
- Kagerhof (Einöde)
- Kehrhof (Einöde)
- Nähermittenhausen (Kirchdorf)
- Probmühle (Einöde)
- Ried (Weiler)
- Schainbach (Kirchdorf)
- Schönesberg (Pfarrdorf)
- Seiboldsdorf (Pfarrdorf)
- Walda (Pfarrdorf)
- Wallertshofen (Weiler)
- Weidorf (Kirchdorf)

Es gibt die Gemarkungen Ambach, Bonsal, Buch, Dinkelshausen, Ehekirchen, Fernmittenhausen, Haselbach, Hollenbach, Schönesberg, Walda und Weidorf.

### Nachbargemeinden
- Burgheim, Landkreis Neuburg-Schrobenhausen
- Esterholz (gemeindefreies Gebiet), Landkreis Donau-Ries
- Königsmoos, Landkreis Neuburg-Schrobenhausen
- Oberhausen, Landkreis Neuburg-Schrobenhausen
- Pöttmes, Landkreis Aichach-Friedberg
- Rain, Landkreis Donau-Ries

## Geschichte

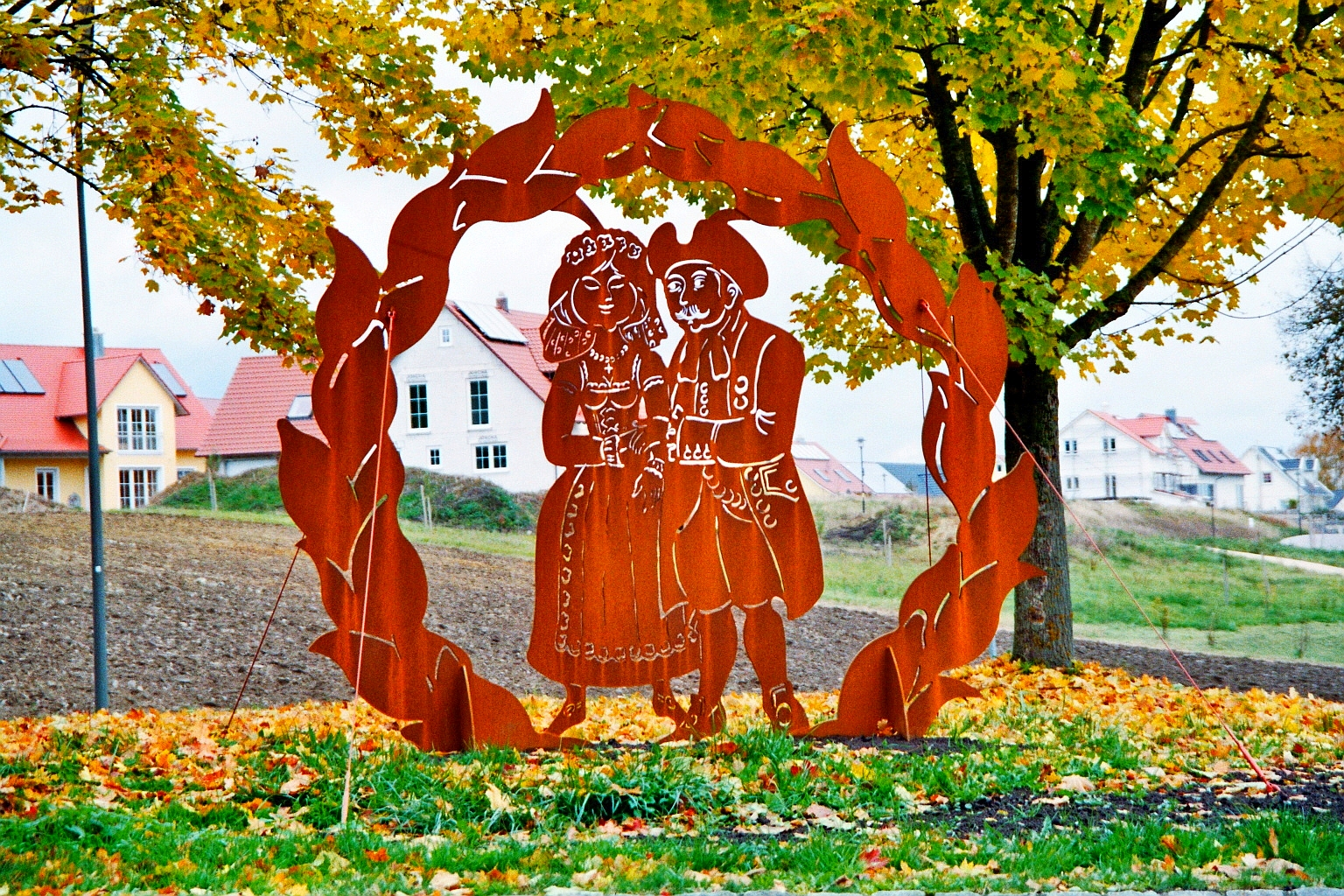
Die am 4. September 2010 enthüllte Metallsilhouette im Kreisverkehr soll auf die Ehekirchener Bierhochzeit hinweisen.

### Bis zur Gemeindegründung
Das 1011 gegründete Kloster Kühbach war seit seiner Gründung bis zur Säkularisation Grundherr am Ort. Ehekirchen war seit 1505 Grenzort des Herzogtums Neuburg-Sulzbach und dessen Gericht Neuburg; seit 1777 war das Gebiet Teil des Kurfürstentums Bayern. Im Zuge der Verwaltungsreformen in Bayern entstand mit dem Gemeindeedikt von 1818 die heutige Gemeinde.

### Eingemeindungen
Die Eingemeindungen und Eingliederungen erstreckten sich über einen Zeitraum von mehr als sechs Jahren. Sie begannen am 1. Januar 1972 mit der Eingemeindung von Schönesberg und endeten am 1. Mai 1978 mit fünf Eingliederungen.
| Ehemalige Gemeinde | Datum           | Anmerkung                                             |
| ------------------ | --------------- | ----------------------------------------------------- |
| Ambach             | 1. Januar 1978  |                                                       |
| Bonsal             | 1. Januar 1975  |                                                       |
| Buch               | 1. Oktober 1973 |                                                       |
| Dinkelshausen      | 1. Mai 1978     | Umgliederung von 63 Einwohnern (1970) nach Königsmoos |
| Fernmittenhausen   | 1. Mai 1978     |                                                       |
| Haselbach          | 1. Januar 1976  |                                                       |
| Hollenbach         | 1. Mai 1978     | Umgliederung von 85 Einwohnern (1970) nach Königsmoos |
| Schönesberg        | 1. Januar 1972  |                                                       |
| Seiboldsdorf       | 1. Mai 1978     |                                                       |
| Walda              | 1. Januar 1978  | Umgliederung von 57 Einwohnern (1970) nach Königsmoos |
| Weidorf            | 1. Mai 1978     |                                                       |

### Einwohnerentwicklung
Zwischen 1988 und 2018 wuchs die Gemeinde von 3188 auf 3769 um 581 Einwohner bzw. um 18,2 %.
| Jahr      | 1961 | 1970 | 1987 | 1991 | 1995 | 2000 | 2005 | 2010 | 2015 | 2017 |
| Einwohner | 2804 | 2906 | 3118 | 3281 | 3507 | 3593 | 3752 | 3697 | 3698 | 3715 |

## Politik

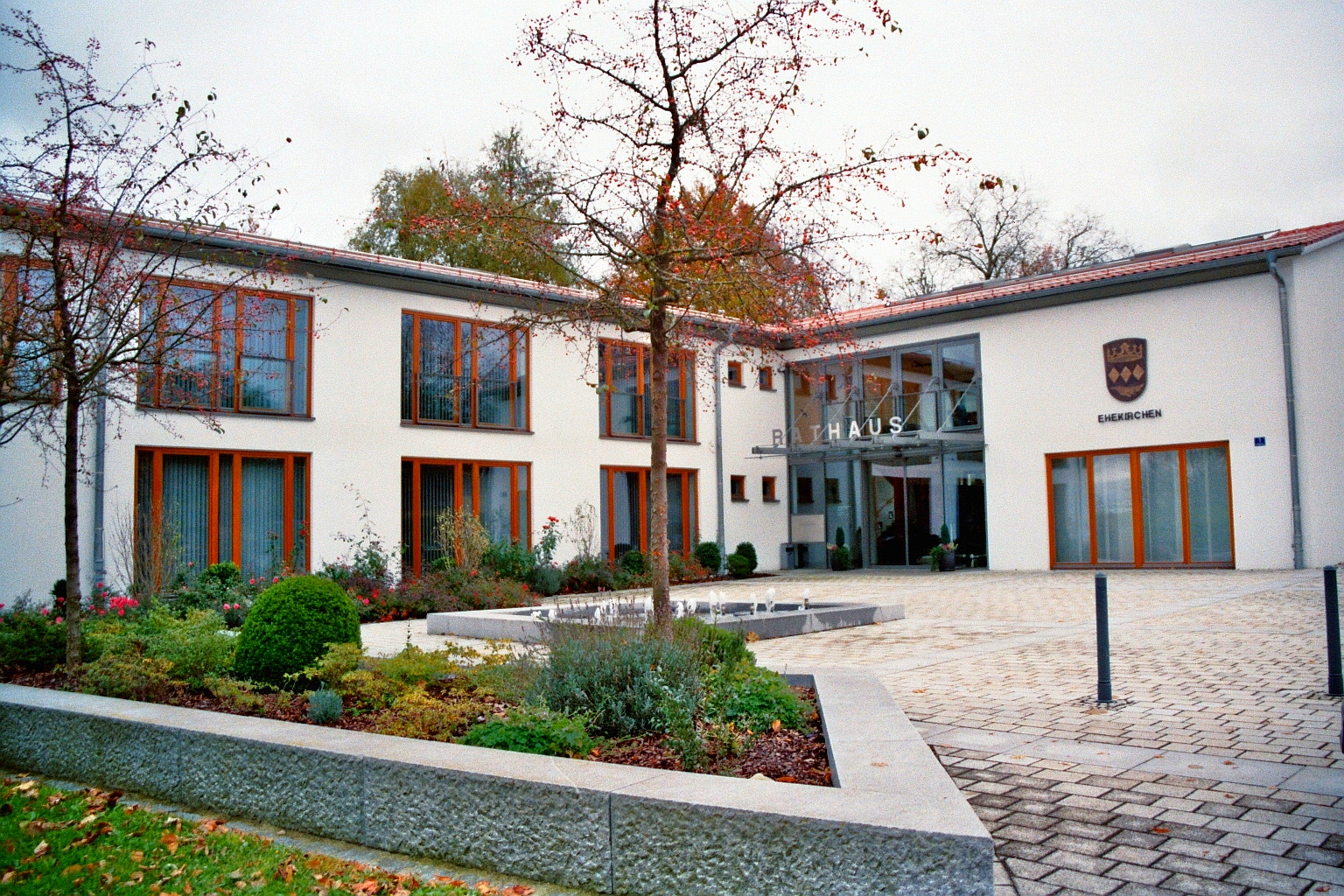
Rathaus

### Gemeinderat
Die Kommunalwahl 2014 ergab diese Sitzverteilung:
- CSU: 6 Sitze
- Freie Wähler: 10 Sitze

Bei der Kommunalwahl am 15. März 2020 ergab sich folgende Besetzung der Gemeinderates in der Amtszeit von Mai 2020 bis April 2026:
- CSU: 7 Sitze
- Freie Wähler-Dorfgemeinschaft Ehekirchen: 8 Sitze
- Ökologisch-Demokratische Partei: 1 Sitz

### Bürgermeister
Erster Bürgermeister ist Günter Gamisch (Freie Wähler-Dorfgemeinschaft Ehekirchen) seit 2008; 2014 und 2020 wurde er jeweils wieder gewählt. Seine Vorgänger waren Heinrich Schmalbach (1990 bis 2008) und Franz Braun (bis 1990); Letzterem ist in Ehekirchen eine Straße gewidmet.

### Steuereinnahmen
Die Gemeindesteuereinnahmen betrugen im Jahr 2017 3.048.000 Euro, davon betrugen die Gewerbesteuereinnahmen (netto) 631.000 Euro und der Gemeindeanteil an der Einkommensteuer 1.973.000 Euro.

### Wappen
Blasonierung: „In Rot nebeneinander drei silberne Rauten, darüber eine goldene Krone, darunter ein goldener Palmzweig.“
Wappenbegründung: Krone und Palmzweig sind Attribute des heiligen Stephanus, dem die Kirche von Ehekirchen geweiht ist. Die Symbole des Kirchenpatrons spielen auch auf den Ortsnamensbestandteil „-kirchen“ an. Die drei silbernen Rauten in Rot in der Mitte erinnern an die bedeutende Äbtissin des Klosters Kühbach, M. Helena von Lerchenfeld, die im persönlichen Wappen die drei Rauten aus ihrem Familienwappen in verwechselten Farben führte. Die Geschichte von Ehekirchen ist seit dem 11. Jahrhundert mit dem 1011 gegründeten Benediktinerinnenkloster Kühbach verbunden, dem das Patronatsrecht, der Kirchensatz und Großzehent der Kirche zustanden.
Dieses Wappen wird seit 1971 geführt. 

## Kultur und Sehenswürdigkeiten
→ Hauptartikel: Liste der Baudenkmäler in Ehekirchen

### Religion
Die katholische Pfarreiengemeinschaft Ehekirchen umfasst die Pfarreien, Filialkirchen und Kuratien Ambach, Bonsal, Buch, Dinkelshausen, Ehekirchen, Fernmittenhausen, Haselbach, Hollenbach, Holzkirchen, Nähermittenhausen, Schainbach, Schönesberg, Seiboldsdorf, Walda und Weidorf. Von der Bevölkerung sind 82,6 % römisch-katholisch (Zensus am 9. Mai 2011).

### Sport
Der 1961 gegründete FC Ehekirchen bietet Fußball, Tischtennis und Turnen an. Die erste Herrenmannschaft der Fußballabteilung spielt derzeit (Stand: 2024) in der Landesliga Südwest.

## Wirtschaft und Infrastruktur

### Wirtschaft einschließlich Land- und Forstwirtschaft
2017 gab es in der Gemeinde 671 sozialversicherungspflichtige Arbeitsplätze. Von der Wohnbevölkerung standen 1407 Personen in einem versicherungspflichtigen Beschäftigungsverhältnis. Damit war die Zahl der Auspendler um 736 Personen größer als die der Einpendler. 32 Einwohner waren arbeitslos. 2016 gab es 145 landwirtschaftliche Betriebe, die eine Fläche von 4346 ha bewirtschafteten.1346 ha des Gemeindegebietes sind bewaldet (2017).

### Bildung
Es gibt folgende Einrichtungen:
- Kindertageseinrichtungen: 2 mit 164 Plätzen und 142 Kindern (Stand 1. März 2018)
- Grundschule Ehekirchen mit elf Lehrkräften und 206 Schülern (Schuljahr 2019/2020)[10]
- Mittelschule Ehekirchen mit fünf Lehrkräften und 66 Schülern (Schuljahr 2019/2020; räumlich und organisatorisch mit der Grundschule verbunden)[11]